# Роковые красотки
«Роковы́е красотки» (англ. Femme Fatales) — сериал-антология о сильных, сексуальных и опасных женщинах. В большинстве серий женщины, попадая в экстраординарные ситуации, решают свои проблемы посредством обмана, манипуляции и убийств. Стиль сериала испытывает значительное влияние нуара и графических новелл.
Единственным постоянным персонажем является мистический образ Лилит (Танит Феникс), которая в основном играет роль рассказчика, но иногда пересекается с героинями. Большинство серий имеет независимый сюжет и набор персонажей, хотя время от времени зритель вновь сталкивается с персонажами прошлых серий, узнавая их историю более подробно. Сериал содержит множество откровенных сцен, среди которых часто присутствуют однополые интимные отношения между женщинами.
Сериал инициирован мужским журналом с тем же названием и производится телекомпанией Cinemax. На русском языке транслировался Муз-ТВ, также существует перевод канала Sony Turbo.

## Издание на DVD
Компания Entertainment One выпустила первый сезон сериала на 3-х DVD 29 января 2013 года.
Второй сезон вышел на 3-х DVD 16 июля 2013 года.

## Саундтрек
Во время начальной заставки звучит песня Femme Fatales Theme Song британской исполнительницы Gemma Ray.